# Brodhead (Kentucky)
Brodhead és una població dels Estats Units a l'estat de Kentucky. Segons el cens del 2000 tenia 1.193 habitants.

## Demografia
Segons el cens del 2000, Brodhead tenia 1.193 habitants, 462 habitatges, i 307 famílies. La densitat de població era de 209,4 habitants/km².
Dels 462 habitatges en un 32,9% hi vivien nens de menys de 18 anys, en un 46,3% hi vivien parelles casades, en un 17,1% dones solteres, i en un 33,5% no eren unitats familiars. En el 31% dels habitatges hi vivien persones soles el 14,1% de les quals corresponia a persones de 65 anys o més que vivien soles. El nombre mitjà de persones vivint en cada habitatge era de 2,35 i el nombre mitjà de persones que vivien en cada família era de 2,9.
Per edats la població es repartia de la següent manera: un 23,1% tenia menys de 18 anys, un 9,6% entre 18 i 24, un 24,3% entre 25 i 44, un 20,7% de 45 a 60 i un 22,4% 65 anys o més.
L'edat mediana era de 40 anys. Per cada 100 dones de 18 o més anys hi havia 76,2 homes.
La renda mediana per habitatge era de 17.500 $ i la renda mediana per família de 25.000 $. Els homes tenien una renda mediana de 25.375 $ mentre que les dones 19.750 $. La renda per capita de la població era de 15.252 $. Entorn del 30,7% de les famílies i el 32,8% de la població estaven per davall del llindar de pobresa.

## Poblacions més properes
El següent diagrama mostra les poblacions més properes.